# HOME
 HOME es un álbum de la organización de activismo político estadounidense, Hip Hop Caucus. Se anunció su aparición el 14 de noviembre de 2014, y salió al mercado vía iTunes unos días más tarde, el 2 de diciembre, El álbum incluye canciones de destacados artistas como Elle Varner, Ne-Yo y Crystal Waters.  El primer sencillo del álbum, "Mercy Mercy Me", de Antonique Smith, se lanzó el 20 de septiembre.

## Lista de canciones
| N.º | Título | Duración |  |
| 1.  | «Spaceship Odyssey 2000» (Malik Yusef con Laci Kay, Auggie Del Rey‡, Mandy Rain, Sirena Legend‡, Joaquin Evans) | 4:26     |  |
| 2.  | «Mercy Mercy Me» (Antonique Smith)                                                                              | 2:46     |  |
| 3.  | «Trouble in the Water» (Common, Malik Yusef, Kumasi con Aaron Fresh, Choklate, Laci Kay)                        | 3:47     |  |
| 4.  | «One of Us» (Candice Glover + Jessica Care Moore)                                                               | 2:31     |  |
| 5.  | «Earth Song» (Ne-Yo + Sonna Rele)                                                                               | 3:58     |  |
| 6.  | «Everything» (Choklate)                                                                                         | 3:25     |  |
| 7.  | «Big Yellow Taxi» (Karmin)                                                                                      | 3:02     |  |
| 8.  | «Which Side Are you On?» (Elle Varner)                                                                          | 3:00     |  |
| 9.  | «Always» (Malik Yusef con Ryan McDermott, Hassan Khaffaf, KC Joe)                                               | 4:34     |  |
| 10. | «Children of the Ghetto» (Crystal Waters)                                                                       | 3:21     |  |
| 11. | «Outerspaceship» (Raheem DeVaughn)                                                                              | 4:12     |  |

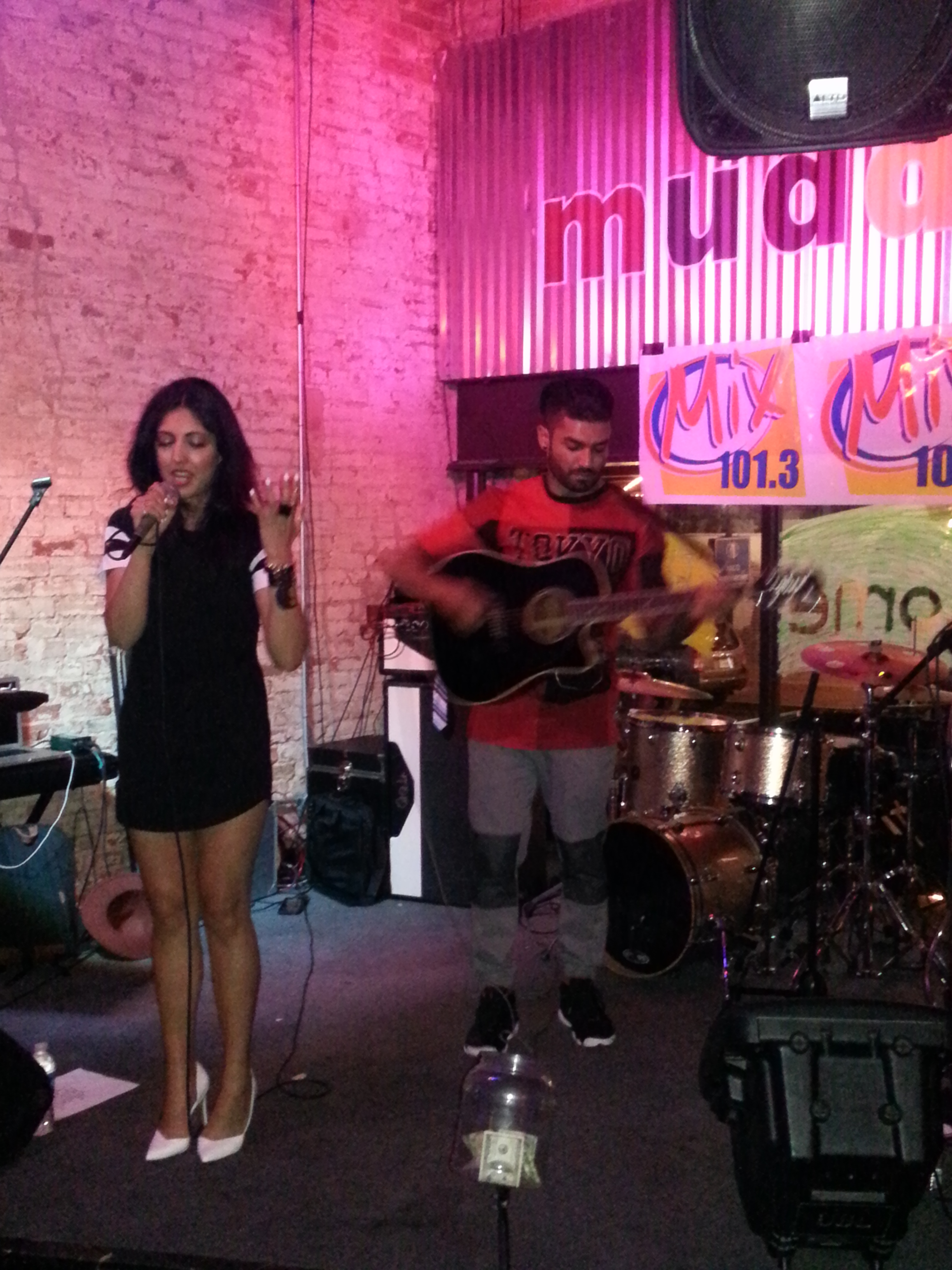
Auggie Del Rey y Sirena Legend de Queen of Kings

- ‡ Miembros de la banda de rock Americana Queen of Kings[10]